# آسود (قوم مغولی)
آسود (به مغولی: Асуд)، اقوامی جنگ جو از تبار آلان‌ها هستند که از دوران باستان تا به کنون هیچ مهاجرتی انجام نداده‌اند و در جایگاه تاریخی خود باقی مانده‌اند و اکنون نیز در استان آسود در مغولستان داخلی زندگی می‌کنند.
اکثر مردم آسود قدی بلند با چشمان آبی و موهای مجعد دارند و در کتاب‌های تاریخ چین به آنها «هوی‌هویی چشم سبز» گفته می‌شده، مردم آسود به شجاعت معروف بودند و در سوارکاری و تیراندازی مهارت داشتند؛ در میان نگهبانان امپراتوری مغول ۳۰۰۰۰ هوی‌هوی چشم سبز وجود داشت و رهبر آن «او سی و چی تومان» بود.
پس از پایان سلسله یوان شمالی، قبیله آسود به تدریج در ملت مغولستان ادغام شد و به یکی از منابع اصلی خانوارهای یونگشیبو - هورقین و یکی از سه قبیله قدیمی هورقین تبدیل شد.

## برخورد مغول‌ها با آلان‌ها
مغولها در برابر آلان‌ها و کومن‌ها (کیپچاک‌ها)، با استفاده از تاکتیک‌های تفرقه و تسخیر، ابتدا به کومانیان گفتند که دیگر از اتحاد با آلان دست بردارند و پس از پیروی از پیشنهاد کومن‌ها، مغول‌ها پس از غلبه بر آلان‌ها به کومن‌ها حمله کردند.